# Різана рана

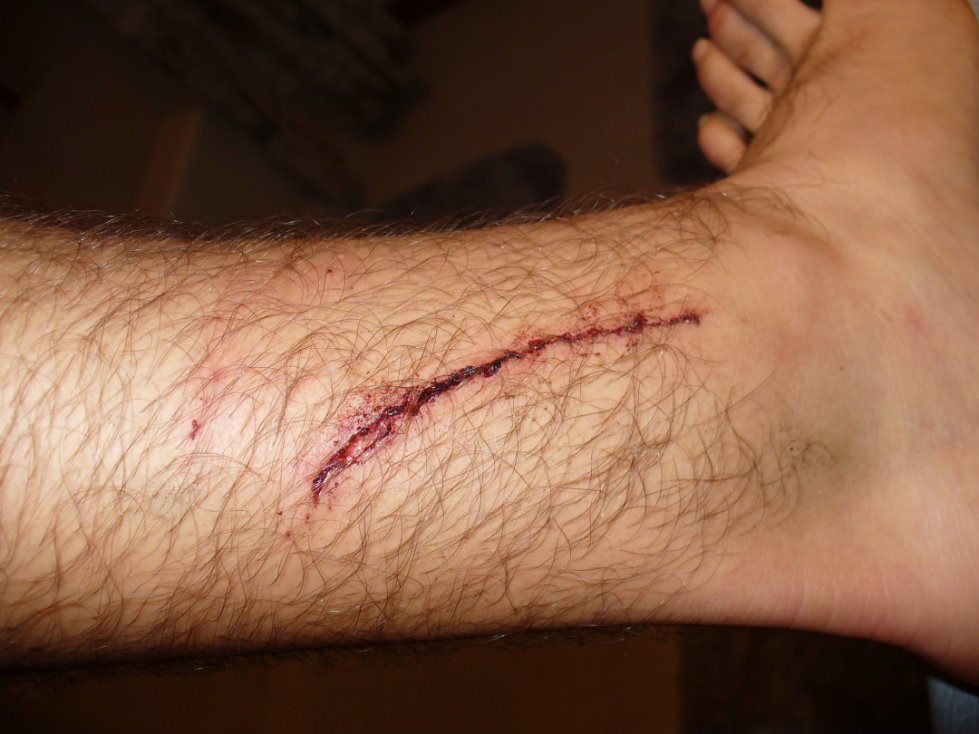
Різана рана на нозі

Різані рани (лат. Vulnus incisum) — рани, що наносяться гострим краєм предмета (лезом ножа чи бритви, осколком скла і т. ін.).

## Характеристика
М'які тканини розсікаються і утворюється різана рана. Вона має лінійну форму, рівні, гладенькі, нездерті, слабосинюшні краї і гострі кінці. Довжина рани, як правило, за розмірами перевищує глибину. При витяганні гострого предмета з рани біля одного з її країв нерідко утворюються подряпини. Краї рани часто розходяться, рана зяє і має ніби веретеноподібний вигляд. Якщо лезо проходить через великі складки шкіри, надрізаючи тільки їх верхівки, то утворюються маленькі лінійні ранки, розділені між собою вузькими місточками неушкодженої шкіри.
Якщо предмет яким наноситься рана має зазубрини, то на вигляді рани це, як правило, не позначається. Якщо зазубрина зігнута і притуплена, то вздовж в основного рівного і гладкого краю рани може утворитися незначний розрив.
Зіяння різаних ран залежить від розміщення сполучнотканинних волокон шкіри і від положення частини тіла, на якій розміщена рана. Якщо різана рана пересікає волокна шкіри перпендикулярно, то зяяння її виражено сильніше, оскільки перерізані волокна скорочуються і тягнуть за собою краї рани. Якщо ж рана розміщена паралельно до волокон, то її зяяння менш виражене.
Поперечна різана рана в ділянці горла при вертикальному положенні шиї зяє помірно, при закиданні голови зяяння рани виражено різко.
Глибина різаної рани залежить від застосованої сили, гостроти леза і щільності тканин у місці поранення. У випадках, коли різана рана має значну глибину, на хрящах, кістках можна виявити надрізи у вигляді тонких смужок. Велика їх кількість свідчить про неодноразовість нанесення ушкоджень.
Для визначення напряму руху ріжучого предмета беруть до уваги велику глибину рани на її початку і велику кількість надрізів у її кінці. Крім того, на початку і в середині розрізу поперечно розміщене волосся над раною перерізається, тоді як над кінцевою частиною рани воно залишається неперерізаним. Різані рани рясно кровоточать. Кров на одязі й тілі служать показником положення тіла в момент нанесення ушкоджень.
При різаних ранах больовий синдром виражений помірно, кровотеча значна, а зяяння залежить від взаємини осі рани і лан-Геровський ліній.
Різані рани небезпечні ушкодженням судин, нервів, органів. Якщо ж таких порушень не виникає у зв'язку з малим об'ємом ушкодження, рани загоюються без ускладнень, часто — первинним натягом.